# 石川バイパス (沖縄県)
石川バイパス（いしかわバイパス）は沖縄県国頭郡金武町屋嘉から沖縄市池原後原までの国道329号のバイパスである。

## 概要
当該区間の旧道はうるま市の旧石川市街地付近で交差点間隔が100 mと短く、また復帰後の埋め立てによる宅地造成で交通量が増え2車線のままでは追いつかず沿線は建物が多く拡幅が困難であるため平日の朝夕のラッシュ時と休日（特に観光シーズンや夏場の海水浴シーズン）には渋滞を引き起こしている。このため渋滞緩和と今後の交通量増加に対応するためバイパスを計画した。1988年に事業化、1990年に着工。1996年に現在のうるま市石川赤崎交差点 - 石川伊波間の暫定2車線開通を皮切りに、2005年にうるま市石川伊波 - 沖縄市池原後原間の4車線化で全線開通した。金武町屋嘉 - うるま市石川赤碕交差点間は現道を拡幅・改良、残りの区間は道路を新設した。
このバイパスの終点部に当たる沖縄市は、普通同市内を通る直轄国道は沖縄総合事務局南部国道事務所の管轄下だが、このバイパスに限り他のうるま市や金武町を通る国道329号同様北部国道事務所の管轄下となっている。
当バイパスが開通してからも並行する旧道区間（うるま市石川赤崎 - 沖縄市池原後原の5.4 km）は全線開通してからも引き続き国道329号の本線（国道331号の重複区間も含む）だったが、開通から11年たった2016年4月に沖縄県に移管され、沖縄県道255号石川池原線として県道に降格した。

### 路線データ
- 区間・国頭郡金武町字屋嘉 - 沖縄市字池原後原（区間のほとんどがうるま市内）
- 実延長・8.2 km
- 道路規格・第4種1級
- 設計速度・60 km/h（全線開通時制限速度は50 km/h、さらに暫定開通時には40 km/hだった）
- 車線数・4車線

### 歴史
- 1988年 石川バイパス事業化
- 1989年 バイパス建設用地買収開始
- 1990年 石川バイパス着工
- 1996年 石川市（現うるま市石川）赤碕交差点 - 伊波間（2.8km）が暫定2車線で開通。
- 1999年 金武町屋嘉 - 石川市（現うるま市石川）赤崎交差点間（1km）の拡幅・改良工事完成（4車線化）。
- 2001年 石川市山城（現うるま市石川山城） - 楚南（現石川楚南）間（2.1km）が暫定2車線で開通。
- 2003年 石川市伊波（現うるま市石川伊波） - 山城（現石川山城）間（500m）と同市楚南（現うるま市石川楚南） - 沖縄市池原後原間（1.8km）が暫定2車線で開通。
- 2004年 石川市（現うるま市石川）赤碕交差点 - 伊波間が4車線化。
- 2005年 うるま市石川伊波 - 沖縄市池原後原間が4車線化。これをもって全線正式開通となる。
- 2016年 石川バイパスが国道329号の本線となり、並行する旧道区間（うるま市石川赤崎－沖縄市池原後原の5.4km）が沖縄県道255号石川池原線として県道に降格。

### 地理

#### 通過する自治体
- 沖縄県
  - 国頭郡金武町 - うるま市 - 沖縄市

#### 交差する道路
- 沖縄県道73号石川仲泊線（うるま市石川赤碕交差点）
- 沖縄県道255号石川池原線（うるま市石川赤碕交差点、沖縄市池原後原）
- E58 沖縄自動車道 6 石川IC（うるま市石川）
- 沖縄県道6号線（うるま市石川伊波）